# Холмс (окръг, Мисисипи)
Окръг Холмс (на английски: Holmes County) е окръг в щата Мисисипи, Съединени американски щати. Площта му е 1979 km², а населението – 21 609 души (2000). Административен център е град Лексингтън.